# Vuk (film)

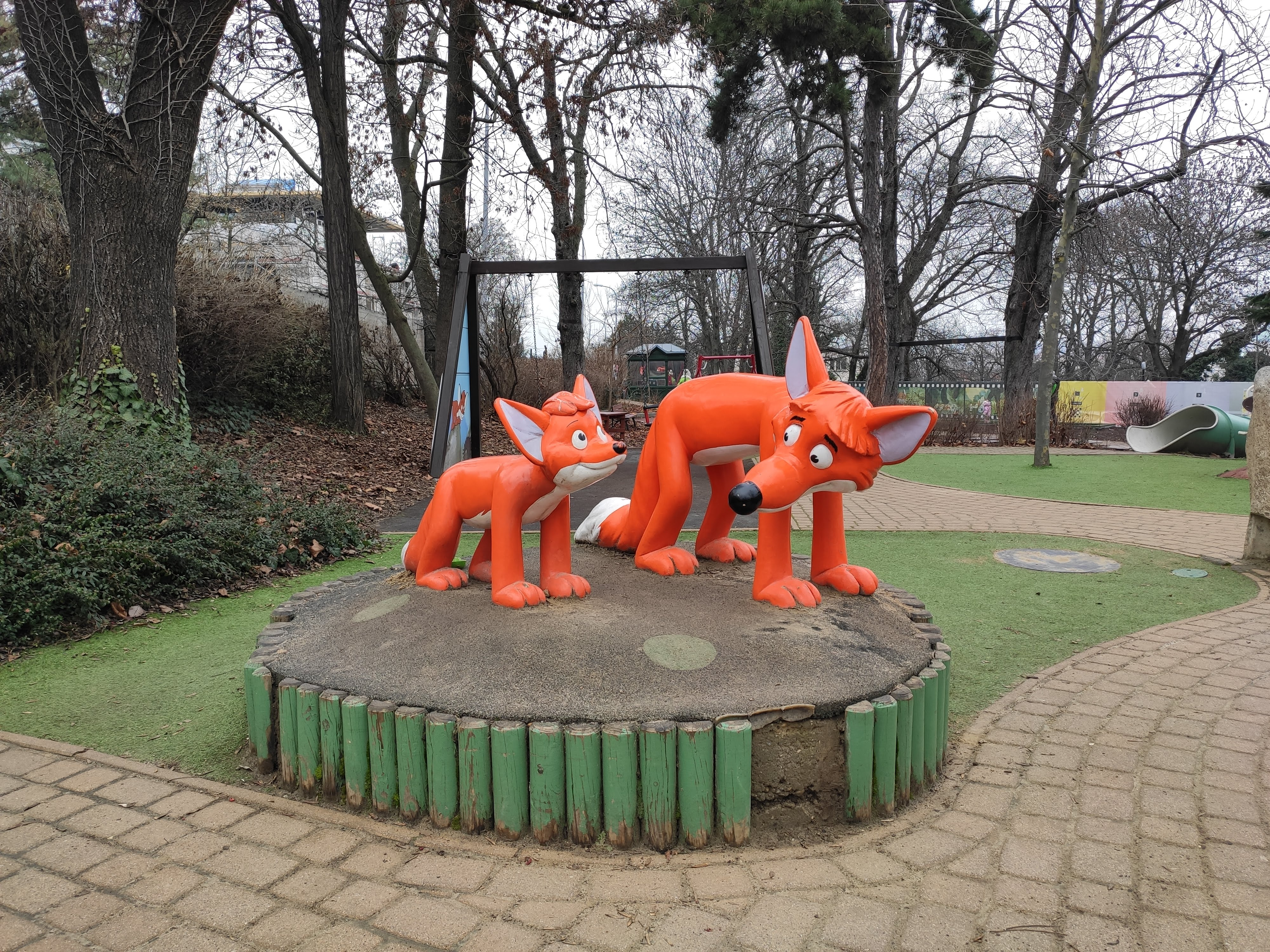
Parcul de joacă Vuk - Micul Vuk și Karak

Vuk este un film de animație în regia lui Attila Dargay și lansat în 1981. El se bazează pe povestirea omonimă a lui István Fekete.

## Distribuție (voci)
- Judit Pogány – Vuk în copilărie
- József Gyabronka – Vuk, vulpoi adult[1]
- Judit Pogány – micile vulpi, frații lui Vuk
- Teri Földi – Íny, mama lui Vuk
- Gyula Szabó – Kag, tatăl lui Vuk
- Erzsébet Kútvölgyi – vulpița mică
- Gyula Bodrogi – cioara gri
- Miklós Benedek – Sut
- András Márton – câinele de vânătoare
- László Csákányi – Karak, vulpoiul bătrân și înțelept
- Judit Czigány – pisica
- Erzsébet Kútvölgyi – vulpea
- Antal Farkas – un câine
- Róbert Koltai	–  Simabõrû, vânătorul Pielenetedă
- András Márton – Szú, ariciul
- Zoltán Benkóczy – câinele

- Tibor Bitskey – naratorul

## Trivia
Vuk este acronimul de la Vadászom, Utamból Kotródj! (în română Vânatorule, ieși din calea mea!).